# Omar Yaghi

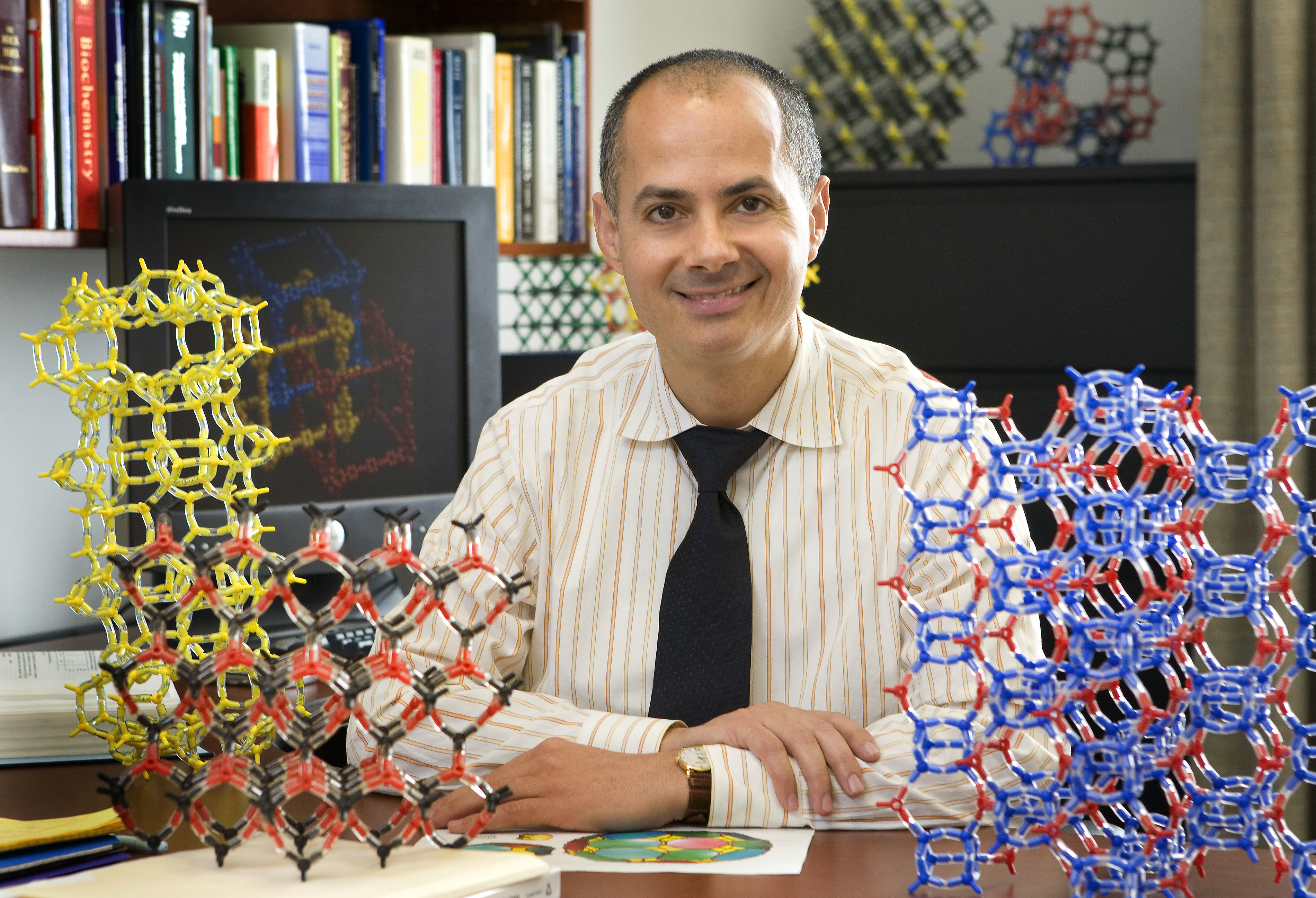
Omar Yaghi

Omar Mwannes Yaghi (* 1965 in Amman, Jordanien) ist ein US-amerikanischer Chemiker und Professor an der University of California, Berkeley.

## Leben
Omar M. Yaghi studierte an der University at Albany, The State University of New York, wo er 1984 seinen Bachelor erhielt. 1990 promovierte Yaghi an der University of Illinois. Anschließend war er für drei Jahre als NSF-Fellow in Harvard. Anschließend war er an der Arizona State University, bevor er 1999 an die University of Michigan als Robert W. Parry Collegiate Professor wechselte. Von Januar 2006 bis 2012 war er an der University of California, Los Angeles tätig.
Yaghi forscht an Metal Organic Frameworks und anderen Gerüsten, die Wasserstoff oder Kohlendioxid speichern und bei Bedarf wieder abgeben können.
2007 erhielt er den Newcomb Cleveland Prize der AAAS für die beste wissenschaftliche Arbeit und für außergewöhnliche Leistungen in der Wissenschaft. Ebenfalls 2007 wurde er mit der Materials Research Society Medal ausgezeichnet. 2010 erhielt er den Centenary Prize der Royal Society of Chemistry. 2015 wurde er mit dem König-Faisal-Preis in der Kategorie Wissenschaft und 2017 mit dem Albert Einstein World Award of Science und dem BBVA Foundation Frontiers of Knowledge Award ausgezeichnet. 2018 erhielt er den Wolf-Preis für Chemie, für 2019 wurde ihm der Gregori-Aminoff-Preis zugesprochen. Ebenfalls 2019 wurde Yaghi in die National Academy of Sciences gewählt, 2022 in die American Academy of Arts and Sciences. 2020 erhielt er die August-Wilhelm-von-Hofmann-Denkmünze. Im Jahr 2022 wurde Omar Yaghi als Mitglied der Sektion Chemie in die Nationale Akademie der Wissenschaften Leopoldina aufgenommen. 2023 wurde ihm die Wilhelm-Exner-Medaille verliehen. 2024 wurde er mit dem Tang Prize in der Kategorie "Nachhaltige Entwicklung" ausgezeichnet und ebenfalls 2024 mit dem Balzan-Preis für seine Beiträge zu "Nanoporöse Materialien für Umweltanwendungen".

## Schriften
- O. M. Yaghi, G. M. Li, H. L. Li: Selective binding and removal of guests in a microporous metal-organic framework. In: Nature. Band 378, Nr. 6558, 1995, S. 703–706.
- O. M. Yaghi, H. L. Li: T-shaped molecular building units in the porous structure of Ag(4,4’-bpy) center dot NO3. In: Journal of the American Chemical Society. Band 118, Nr. 1, 1996, S. 295–296.
- O. M. Yaghi et al.: Synthetic strategies, structure patterns, and emerging properties in the chemistry of modular porous solids. In: Accounts of Chemical Research. Band 31, Nr. 8, 1998, S. 474–484.
- H. Li et al.: Design and synthesis of an exceptionally stable and highly porous metal-organic framework. In: Nature. Band 402, Nr. 6759, 1999, S. 276–279.
- M. Eddaoudi et al.: Modular chemistry: Secondary building units as a basis for the design of highly porous and robust metal-organic carboxylate frameworks. In: Accounts of Chemical Research. Band 34, Nr. 4, 2001, S. 319–330.
- E. Spencer, J. A. K. Howard, G. McIntyre, J. Rowsell, O. M. Yaghi: Determination of the hydrogen absorption sites in Zn4O(1,4-benzenedicarboxylate) by single crystal neutron diffraction. In: Chem. Comm. 2006 (3), S. 278–280.
- O. M. Yaghi: A Tale of Two Entanglements. In: Nature Mat. 2007, 6, 92.
- B. L. Huang, Z. Ni, A. Millward, A. J. H. McGaughey, C. Usher, M. Kaviany, O. M. Yaghi: Thermal conductivity of a metal-organic framework (MOF-5): Part II. Measurement. In: Int. J. Heat and Mass Trans. 2007, 50, S. 405–411.